# NGC 5382
NGC 5382 é uma galáxia lenticular (S0) localizada na direcção da constelação de Virgo. Possui uma declinação de +06° 15' 29" e uma ascensão recta de 13 horas, 58 minutos e 14,8 segundos.
A galáxia NGC 5382 foi descoberta em 29 de Abril de 1786 por William Herschel.